# Norris Cotton
Norris Cotton (Warren, 1900. május 11. – Lebanon, 1989. február 24.) az Amerikai Egyesült Államok szenátora (New Hampshire, 1954–1974 és 1975).